# متنزه لونغ بوينت الحكومي -بحيرات فينغر
متنزه لونغ بوينت الحكومي، (في البحيرات الإصبعية ) 297 أكر (1.20 كـم2) هو متنزه حكومي تقع على الشاطئ الشرقي لبحيرة كايوغا. تقع الحديقة في بلدة ليديارد في مقاطعة كايوغا، نيويورك.

## وصف الحديقة
توفر الحديقة ملعبًا وطاولات نزهة والصيد وصيد الأسماك والمشي لمسافات طويلة وإطلاق قارب. كوخ متاح للإيجار على طول شاطئ البحيرة. هناك رسوم 7 دولارات لإيقاف سيارة أو إطلاق قارب.

### نظام درب حديقه ستاتا نقطه طويله
في خريف 2013، طور المتطوعون المجتمعيون ، بموافقة مكتب ولاية نيويورك للمتنزهات والاستجمام والمحافظة التاريخية، نظامًا جديدًا للمسار على الجانب الشرقي من طريق نيويورك 90، والذي يقسم القسم الداخلي غير المطوَّر سابقًا من بارك من قسم الواجهة البحرية. يتميز نظام الممر الجديد بطاولات نزهة منعزلة وإطلالات على قمة تل لبحيرة كايوجا. يمتد جزء من نظام الممر على طول الجزء العلوي من مضيق صغير.

## روابط خارجية
- متنزهات ولاية نيويورك: Long Point State Park - Finger Lakes